# Слобода (Черкасская область)
Слобода́ (укр. Слобода; до 2024 года — Червоная Слобода) — село в Черкасском районе Черкасской области Украины. Административный центр Червонослободской сельской общины. Расположено на правом берегу Днепра и Кременчугского водохранилища, в 1,5 км восточнее районного и областного центра города Черкассы.
Занимает площадь 14,778960 км². Почтовый индекс — 19604. Телефонный код — 472.

## Население
Население по переписи 2001 года составляло 9501 человек.

### Языковой состав
Родной язык населения по данным переписи 2001 года:
| Язык       | Численность, чел. | Доля     |
| ---------- | ----------------- | -------- |
| Украинский | 9 165             | 96,46 %  |
| Русский    | 319               | 3,36 %   |
| Другое     | 17                | 0,18 %   |
| Итого      | 9 501             | 100,00 % |

## История

### Древняя история
В 1958—1959 годах на территории села экспедиция АН УССР провела археологические раскопки, подтвердившие, что первые поселенцы появились здесь в I—II веке. Жили они на правом берегу бывшего рукава Днепра реки Саги, которая начиналась у села Змагайловка и впадала в Днепр снова возле села Сагуновка. Во время раскопок были найдены жилища, остатки костей животных, жерновые камни, скелет мальчика в вытянутой позе, на правую руку которого было одето кольцо. При анализе этих находок оказалось, что часть из них относится к I веку, часть — к более позднему периоду.
В сентябре 2024 года решением Верховной Рады Украины селу было присвоено название Слобода

## Галерея

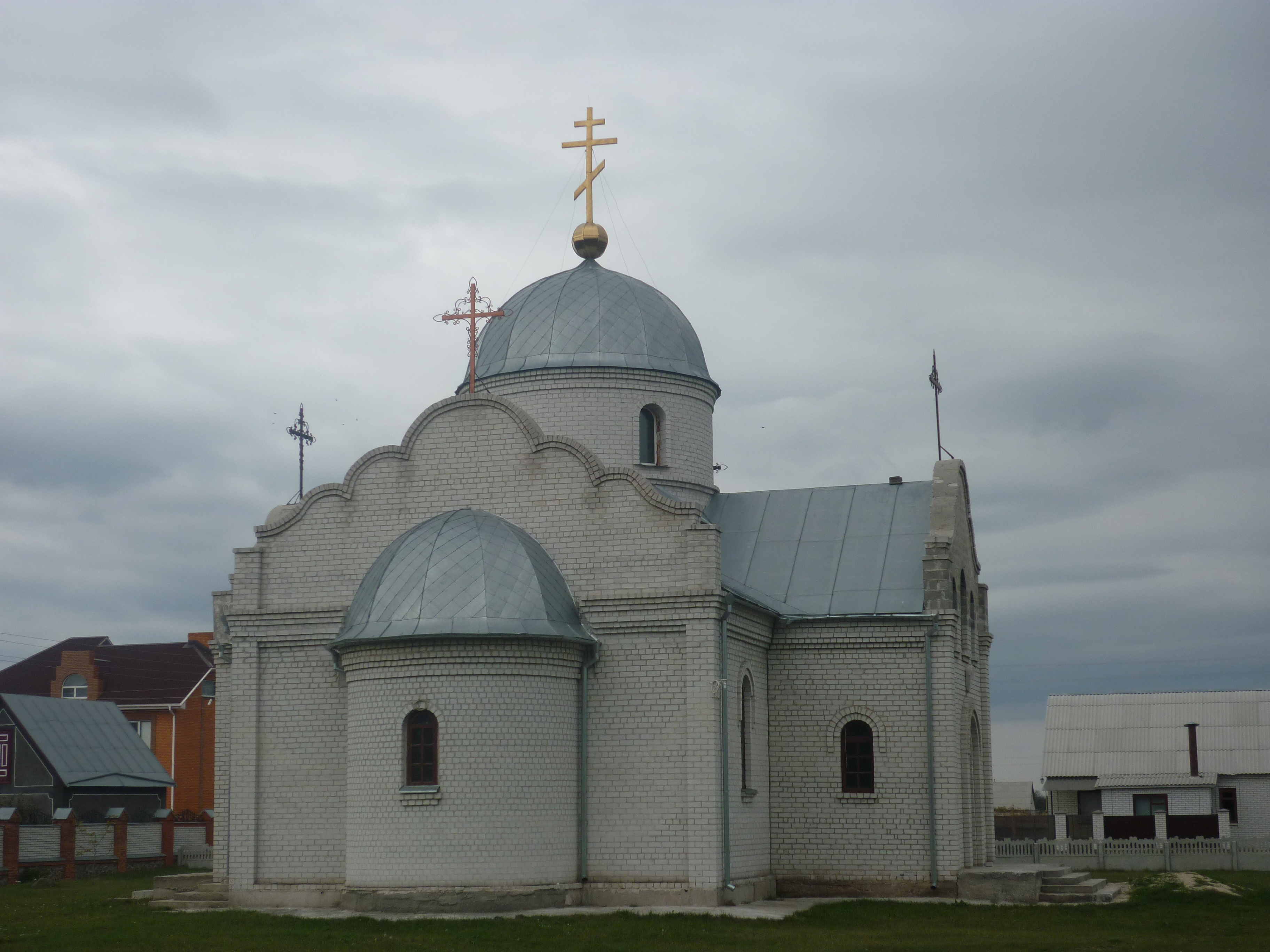
Свято-Троицкая церковь
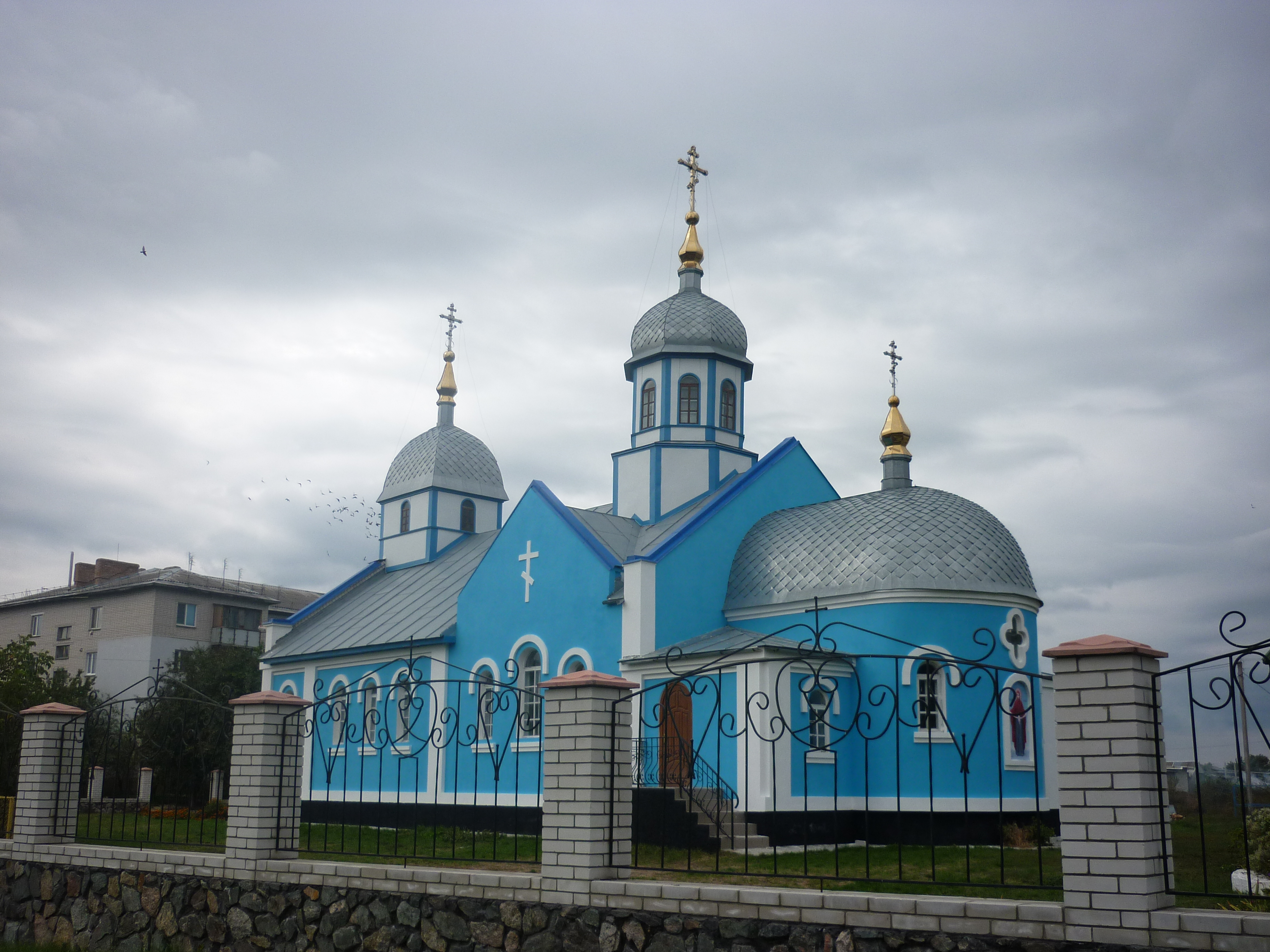
Свято-Покровская церковь